# INRA 401
Pour les articles homonymes, voir Romane.
La Romane, ou INRA 401, est une race de mouton, ou plus exactement une souche, apparue dans les années 1960 à la suite de la volonté de l'INRA de développer une nouvelle race de mouton combinant une bonne prolificité et des aptitudes bouchères correctes. Elle est issue de croisements successifs entre animaux romanovs et berrichons du Cher. Le résultat est une brebis à la peau et la toison blanche, qui a une bonne prolificité et une conformation permettant de produire des agneaux de qualité. On la trouve répartie sur l'ensemble du territoire français et on compte aujourd'hui 80 000 brebis dans 400 élevages, ce qui en fait la huitième race allaitante française quant aux effectifs.

## Origine

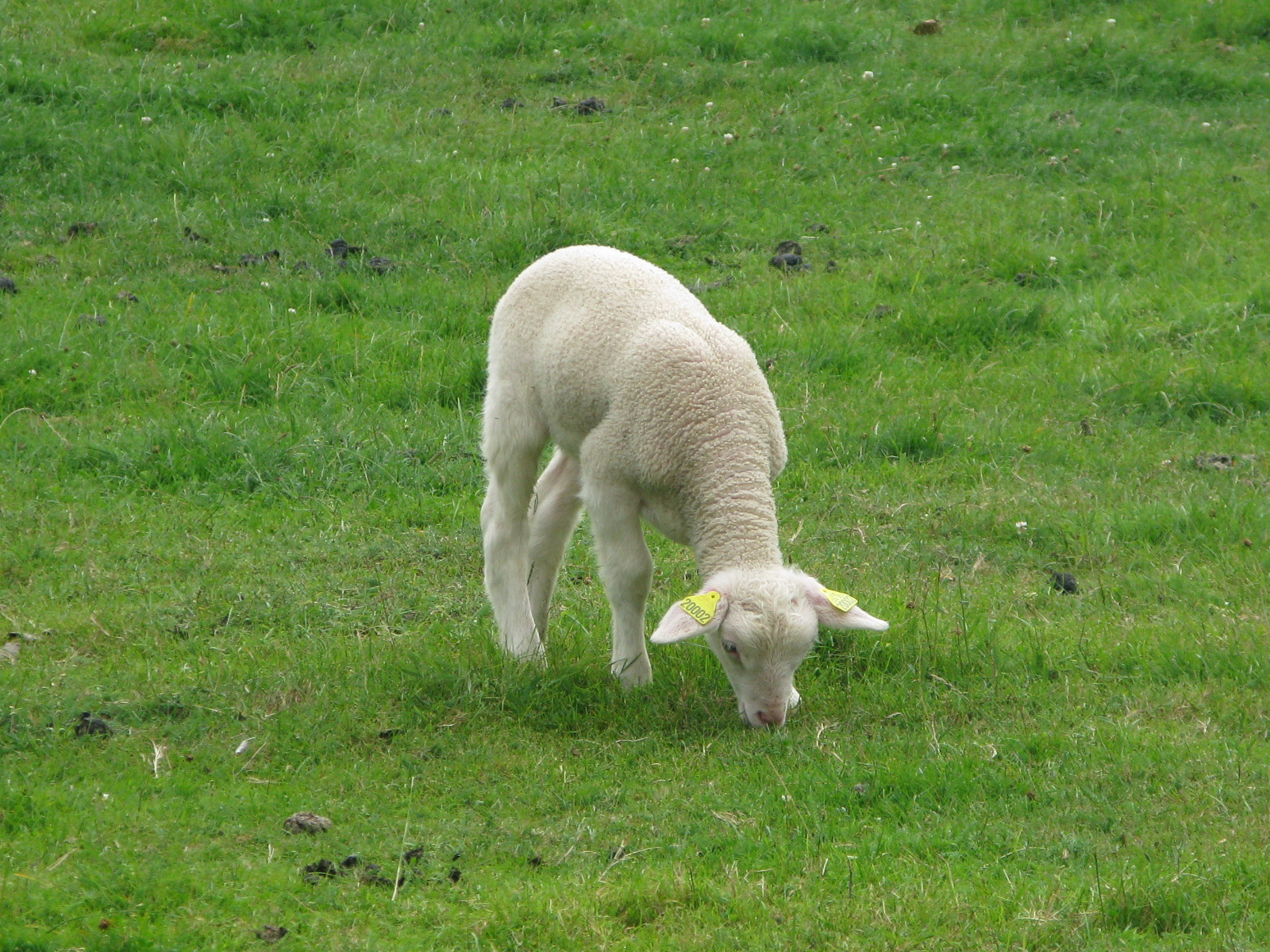
Agneau INRA 401.

La race Romane a une histoire très récente puisqu'elle est née à la suite d'un programme de recherche mené par l'INRA et démarré en 1963. À ce moment, le mot d'ordre de la production ovine est la productivité, que les éleveurs cherchent à améliorer au maximum. La prolificité est un facteur important de cette productivité chez le mouton, et c'est pourquoi la recherche agronomique française commence à s'intéresser à des races étrangères très prolifiques comme la finnoise ou la romanov, originaires respectivement de Finlande et de Russie. Ces races peuvent être utilisées en croisements, conférant une meilleure prolificité aux brebis F1 qu'elles produisent. Toutefois, elles ont une conformation médiocre et les agneaux de boucherie qu'elles produisent ont une valeur moindre. Pour faciliter la sélection de la race et améliorer ses aptitudes bouchères, l'INRA choisit une solution alternative aux croisements : la création d'une race nouvelle, ou plus exactement d'une souche, combinant bonne fertilité et bonnes aptitudes bouchères, et dont les animaux peuvent se reproduire entre eux sans que leur descendance ne soit trop hétérogène, ce qui n'était pas le cas avec les F1, qui devaient pour fonctionner conserver des brebis prolifiques en race pure. 
C'est ainsi que commencèrent des croisements successifs entre animaux romanov et animaux berrichons du Cher, une race bouchère du centre de la France choisie pour cette recherche. À force de croisements successifs, l'INRA parvint à obtenir une race stabilisée, qui est officiellement déclarée comme telle en 1977. Les premiers béliers INRA 401 sont mis en circulation dans les élevages en 1980, et les éleveurs commencent alors à les utiliser sur leurs brebis en croisements d'intégration. Il faut quatre générations de croisements pour obtenir des brebis pouvant être inscrites au livre généalogique INRA 401. Aujourd'hui, on compte environ 60 000 brebis, dont un peu plus de 11 000 inscrites au contrôle de performance.

## Description

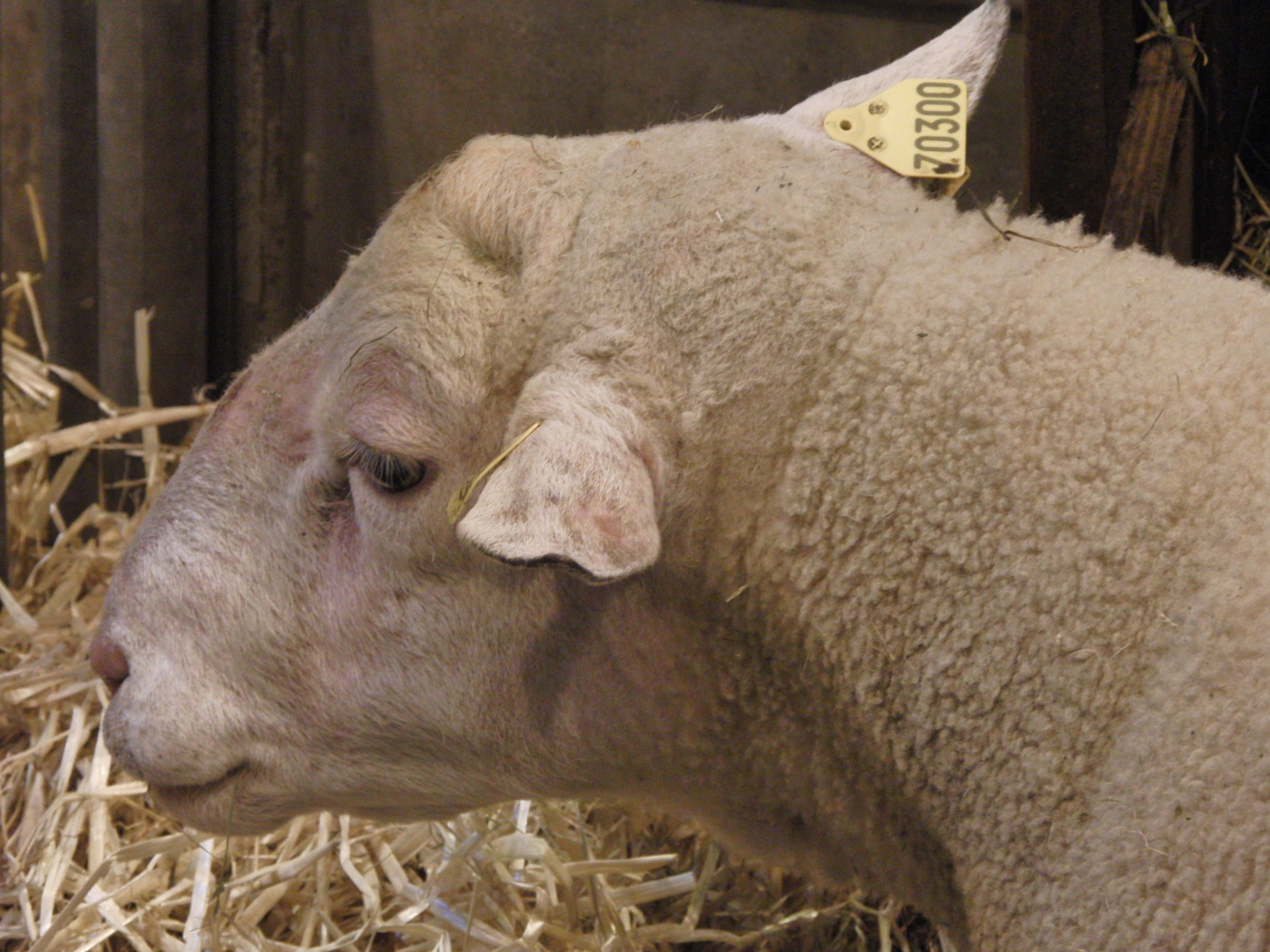
Tête d'un bélier Romane.

La Romane a une tête fine, toute blanche et dépourvue de laine, avec une encolure courte. Sa poitrine est profonde, son corps long et arrondi et ses gigots bien développés. Sa toison, à la laine bien blanche et jarreuse, est particulièrement bien fournie pour une race à viande. Ainsi, un bélier porte une toison de 5 kg et une brebis une toison de 3 kg. Cette toison ne couvre pas la tête ni les pattes. La femelle pèse 60 à 70 kg et le bélier entre 90 et 100 kg.

## Aptitudes
La Romane a été obtenue à partir de deux races, afin de combiner les qualités de chacune. Ainsi, la romanov est une race à la prolificité très importante, qui s'élève à 280 %, et jouit en parallèle de bonnes qualités maternelles : un instinct maternel développé, une bonne production laitière et une saison de reproduction assez étendue. Par contre, sa laine est grossière et n'a que très peu de valeur, et ses agneaux sont mal conformés. La race berrichon du Cher fait partie des races bouchères typiques, et est également assez rustique.
La Romane cumule les caractéristiques désirées de ces deux races. Elle se caractérise ainsi par une bonne prolificité, variant entre 200 et 230 % selon la saison de mise à la reproduction. Elle est également bien fertile, avec 70 % de réussite en insémination artificielle. Elle est très maternelle, ce qui limite les risques de perte d'agneaux à la naissance, est une bonne productrice de lait et se désaisonne assez facilement. Elle assure à ses agneaux une croissance de 230 g/j entre 10 et 30 jours. Par ailleurs elle est plutôt rustique et peut s'adapter à des milieux et des systèmes d'élevage très différents. Une expérimentation menée par l'INRA à La Fage dans l'Aveyron a même montré qu'elle pouvait s'adapter au plein air intégral. Elle est assez bien conformée et bien adaptée à la production d'agneaux de boucheries. Tout cela en fait une race maternelle par excellence, qui peut être croisée avec des béliers à fortes aptitudes bouchères pour améliorer encore la valeur des agneaux, ou conduite en race pure.

## Sélection

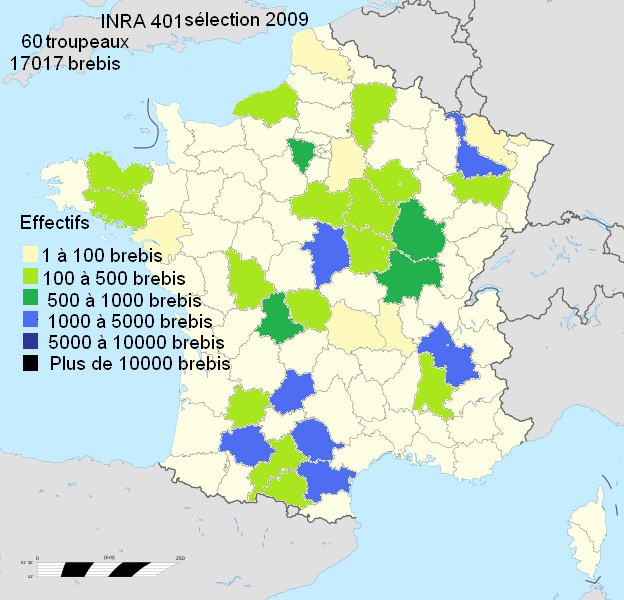
Répartition géographique des élevages de sélection Romane.

La base de sélection est formée par 17 000 brebis détenues par 60 éleveurs dans l'ensemble de la France (en 2009) . Le schéma de sélection vise principalement à améliorer la production laitière des brebis en maintenant leur prolificité et leur fertilité, et à améliorer les aptitudes bouchères de la race. Il dispose de deux stations d'élevage, à La Sapinière dans le Cher et aux Brunels dans l'Aude. La première fonctionne depuis 1989 et la seconde a été mise en route en 1999. Chaque année, jusqu'à 500 béliers sont rassemblés dans ces stations, choisis en fonction de leur ascendance. On contrôle alors leurs performances tout au long de leur passage par la station, et les meilleurs d'entre eux seront utilisés en insémination artificielle. Depuis 1997 le schéma de sélection a intégré un programme de lutte contre la tremblante du mouton, et aujourd'hui aucun des béliers proposé pour la reproduction ne porte d'allèle de sensibilité à cette maladie.

## Diffusion
Du fait de son origine un peu particulière, la Romane n'est rattachée à aucun terroir d'origine. On la trouve sur l'ensemble du territoire français, où elle est assez dispersée, bien que légèrement plus présente dans le sud où on trouve 60 % des effectifs, ainsi que dans les plaines céréalières du Bassin parisien. On compte aujourd'hui 30 000 brebis, ce qui en fait la huitième race allaitante française quant aux effectifs. Elle s'est également un peu exportée en Angleterre, en Espagne et au Portugal.